# Sewallis Shirley (1709-1765)
Sewallis Shirley (19 octobre 1709 - 31 octobre 1765) est un député britannique dans la dernière partie du règne de George II. Son mariage avec la comtesse douairière d'Orford se solde par un divorce après trois ans, et Shirley passe les dernières années de sa vie en tant qu'officier de la maison de la reine Charlotte.

## Biographie
Il est né le quatorzième fils de Robert Shirley (1er comte Ferrers) (et quatrième fils de sa deuxième épouse, Selina).
Il est un libertin et figure parmi les amants de la célèbre Lady Vane . En 1746, il commence à cohabiter avec sa maîtresse, Margaret Rolle (15e baronne Clinton), comtesse d'Orford, qu'il épouse le 25 mai 1751, peu de temps après la mort de son mari, le 2e comte d'Orford . Après trois ans de liens étroits, ils se séparent en juin 1754. Margaret a pris soin de protéger légalement ses propres domaines, afin que Shirley ne puisse avoir aucune réclamation sur sa propriété. Les demandes d'argent persistantes et agressives de Shirley assurent que la rupture serait permanente, bien qu'elle ait finalement accordé une pension de 750 £ par an pour éteindre ses réclamations. Une tentative de Sir Horace Mann de provoquer une réconciliation entre eux en 1758 est infructueuse. Ils n'ont pas d'enfants .

## Politique
Shirley entre au Parlement en 1742 à Brackley, sous le patronage du duc de Bridgewater, qui a retiré son soutien à George Lee (homme politique) après que ce dernier ait accepté ses fonctions au ministère Carteret. Il suit son patron en soutenant l'opposition sous Robert Walpole. Après la mort de Bridgewater en 1744 et le transfert du patronage de Brackley à Richard Lyttelton, qui épouse la veuve de Bridgewater en 1745, Shirley se conforme à la politique de Lyttelton pour soutenir le ministère de Henry Pelham . Du 5 juillet au 14 novembre 1746, il est Secrétaire en chef pour l'Irlande sous Philip Stanhope (4e comte de Chesterfield), puis Lord lieutenant d'Irlande.
Aux élections de 1754, il est réélu pour Callington sous le patronage de sa femme et est identifié comme un Tory. A l'élection de 1761, les deux étant séparés, Margaret installe un de ses agents, Richard Stevens, à la place de Shirley, qui ne siège plus au Parlement. En 1762, il est nommé contrôleur de la maison de la reine Charlotte, poste qu'il occupe jusqu'à sa mort en 1765 .